# Tricholoma guldeniae
Tricholome de Gulden
Espèce
Tricholoma guldeniae, le Tricholome de Gulden, est une espèce de champignons (Fungi) Basidiomycètes du genre Tricholoma. Il produit un sporophore de taille moyenne à grande, comportant un chapeau d'un jaune grisâtre umboné. Cette espèce européenne forme des ectomycorhizes avec les Épicéas au sein des forêts humides, notamment sous climat océanique. Décrit en 2009, depuis la Norvège par le mycologue Danois Morten Christensen, son nom est un hommage au mycologue Norvégien Gro Gulden. Il est morphologiquement proche de Tricholoma luridum et s'en distingue par ses lames pâles et immuables, un chapeau plus fibrilleux et des spores de tailles hétérogènes.